# 台北市中正杯囲棋オープン戦
台北市中正杯囲棋オープン戦（たいぺいしちゅうせいはい いきオープンせん、臺北市中正盃圍棋公開賽）は、台湾の囲碁の棋戦。プロとアマチュアの棋士によって行われる。2011年（民国歴100年）から2017年（民国歴106年）に開催された。
- 主催 台北市体育総会囲棋協会
- 共催 台湾棋院、台北市囲棋文化協会、棋城対奕網、凌網科技
- 協力 台北市体育局、中華民国囲棋協会
- 優勝賞金 10万元

## 方式
- 一次予選を勝ち抜いた64名で、4名ずつ16組のリーグ戦による二次予選を行い、各組上位2名の計32名による本戦トーナメントを行う。
- コミは3目3/4
- 持時間は50分、30秒の秒読み3回

## 歴代優勝者と決勝戦
（左が優勝者）
- 第1回 2011年 林至涵 - 林立祥
- 第2回 2012年 王元均 - 林書陽
- 第3回 2013年 蕭正浩 - 林宇翔
- 第4回 2014年 王元均 - 林立祥
- 第5回 2015年 咸泳雨 - 許育祺
- 第6回 2016年 林士勛 - 陳祈睿
- 第7回 2017年 許皓鋐 - 林書陽